# Футбол на Играх островов Индийского океана
Футбольный турнир на Играх островов Индийского океана проводится с 1979 года. Соревнования проходят с периодичностью один раз в четыре года.
Предшественником данного турнира является турнир «Триангулер» (Triangulaire), который проводился с 1947 по 1963 года между сборными Маврикия, Реюньона и Мадагаскара.
Первым победителем футбольного соревнования Игр островов Индийского океана стала сборная Реюньона, обыгравшая в финале Сейшелы (2:1). Реюньону также принадлежит рекорд по количеству завоёванных титулов на данном турнире — 5 побед. Действующим победителем турнира является Мадагаскар, завоевавший титул в 2023 году, обыграв в финале Реюньон (1:0).
Единственный раз женский турнир проводился в 2010 году. Тогда победителем стала команда Реюньона, обыгравшая в решающем матче Мадагаскар (3:1).

## Результаты

### Мужской турнир
| №  | Год  | Место               |            | 1-е место  | 2-е место | 3-е место  | 4-е место |
| -- | ---- | ------------------- | ---------- | ---------- | --------- | ---------- | --------- |
| 1  | 1979 | Реюньон             | Реюньон    | Сейшелы    | Коморы    | Маврикий   |           |
| 2  | 1985 | Маврикий            | Маврикий   | Реюньон    | Коморы    | Мадагаскар |           |
| 3  | 1990 | Мадагаскар          | Мадагаскар | Маврикий   | Сейшелы   | Коморы     |           |
| 4  | 1993 | Сейшельские Острова | Мадагаскар | Реюньон    | Маврикий  | Сейшелы    |           |
| 5  | 1998 | Реюньон             | Реюньон    | Мадагаскар | Сейшелы   | Маврикий   |           |
| 6  | 2003 | Маврикий            | Маврикий   | Реюньон    | Сейшелы   | Коморы     |           |
| 7  | 2007 | Мадагаскар          | Реюньон    | Мадагаскар | Майотта   | Маврикий   |           |
| 8  | 2011 | Сейшельские Острова | Сейшелы    | Маврикий   | Реюньон   | Майотта    |           |
| 9  | 2015 | Реюньон             | Реюньон    | Майотта    | Маврикий  | Мадагаскар |           |
| 10 | 2019 | Маврикий            | Реюньон    | Маврикий   | Майотта   | Сейшелы    |           |
| 11 | 2023 | Мадагаскар          | Мадагаскар | Реюньон    | Маврикий  | Коморы     |           |

### Женский турнир
| № | Год  | Место   |         | 1-е место  | 2-е место | 3-е место | 4-е место |
| - | ---- | ------- | ------- | ---------- | --------- | --------- | --------- |
| 1 | 2015 | Реюньон | Реюньон | Мадагаскар | Майотта   | Сейшелы   |           |

## Достижения по сборным
Учитываются только достижения в мужском турнире.
| Команда             | Золото | Серебро | Бронза | Всего |
| ------------------- | ------ | ------- | ------ | ----- |
| Реюньон             | 5      | 4       | 1      | 10    |
| Маврикий            | 2      | 3       | 3      | 8     |
| Мадагаскар          | 3      | 2       | 0      | 5     |
| Сейшельские Острова | 1      | 1       | 3      | 5     |
| Майотта             | 0      | 1       | 2      | 3     |
| Коморы              | 0      | 0       | 2      | 2     |